# TLR2

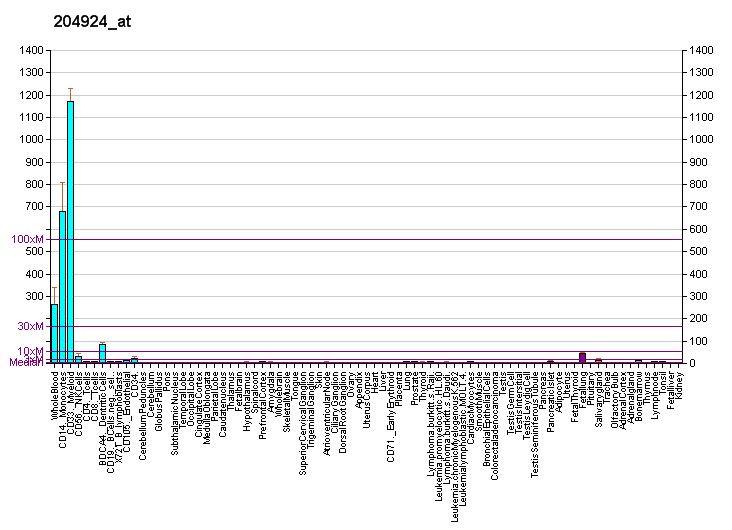
schéma exprese genu TLR2

Toll-like receptor 2 (TLR2) je protein, který je u člověka kódovaný genem TLR2. TLR je membránový receptor patřící do rodiny toll-like receptorů, které patří mezi pattern-recognition receptory (PRR). Podílí se na imunitní obraně rozeznáváním PAMPs (pathogen-associated molecular patterns) a DAMPs (Danger-associated molecular patterns) a následnou signalizací u příslušných buněk. TLR2 byl zároveň označený jako CD282 (diferenciační skupina 282).

## Funkce
Protein kódovaný tímto genem patří do rodiny toll-like receptorů (TLR), která zastává zásadní roli při rozpoznání patogenů a aktivaci vrozené imunity. TLR jsou vysoce konzervované od Drosophily až po člověka a vyznačují se funkční a strukturní podobností. Rozeznávají s patogeny asociované molekulární vzory (PAMPs), které jsou exprimovány na infekčních agens, a zprostředkovávají produkci cytokinů, potřebných pro vývoj účinné imunity. Různé TLR vykazují rozdílné vzory exprese. TLR2 je nejvíce exprimovaný na krevních periferních leukocytech a zprostředkovává odpověď vůči gram-positivním bakteriím a kvasinkám, ale také virům prostřednictvím dráhy NF-κB.
Ve střevech TLR2 reguluje expresi proteinu CYP1A1, který je klíčovým enzymem detoxifikace karcinogenních polyaromatických uhlovodíků, jako je například Benzo(a)pyren.

## Signalizace
TLR2 jakožto transmembránový receptor rozpoznává mnoho bakteriálních, kvasinkových, plísňových, virových, ale i vlastních endogenních ligandů. Po rozeznání ligandu dojde k dimerizaci s receptorem TLR1, TLR2 nebo TLR6. Tato ligandem zprostředkovaná dimerizace je rozhodující pro nábor adaptorových proteinů, které jsou nezbytné pro přenos signálu uvnitř buňky. TLR2, rovněž jako většina Toll-like receptorů, obvykle spouští MyD88-závislou signalizační dráhu, která vede k jaderné translokaci nukleárního faktoru kappa B (NF-κB), končící produkcí pro-zánětlivých cytokinů. MyD88 dále aktivuje i mitogenem aktivované proteinkinázy (MAP kinázy). Výsledkem je produkce faktoru nádorové nekrózy α (TNF-α) a řady interleukinů, mezi které patří IL-1α, IL-1β, IL-6, IL-8 nebo IL-12.
Obecně toto vede k fagocytóze navázaných molekul do fagozomů nebo endozomů a aktivaci buněk vrozené imunity (především makrofágů, granulocytů a dendritických buněk). Prostřednictvím TLR2 jsou ale aktivovány i B1 B lymfocyty a B lymfocyty marginální zóny, které produkují první (přirozené) protilátky.

## Exprese
TLR2 je exprimován na mikrogliích, Schwannových buňkách, monocytech, makrofázích, dendritických buňkách, granulocytech, B lymfocytech a T lymfocytech (včetně regulačních T lymfocytů a γδ T lymfocytů). Vyskytuje se i na epitelech, v průdušnicích, plicních aveolech, renálních tubulech a v Bowmanově váčku nefronu. TLR2 je také exprimován intestinálním epitelem a částí mononukleárních buněk v lamina propria. V kůži ho exprimují keratinocyty a mazové žlázy a ovlivňuje expresi peptidázy Furin, jejíž aktivitou dochází k produkci antimikrobiálního kožního mazu.

## Agonisté
| Agonisté                        | Původce                                        |
| ------------------------------- | ---------------------------------------------- |
| Kyselina teichoová              | gram-positivní bakterie                        |
| atipycký LPS                    | Leptospirosis a Porphyromonas gingivalis       |
| MALP2 a MALP-404 (lipoproteiny) | Mycoplasma                                     |
| OspA                            | Borrelia burgdoferi                            |
| Porin                           | Neisseria meningitidis, Haemophilus influenzae |
| LcrV                            | Yersinia                                       |
| Lipomannan                      | Mycobacterium                                  |
| GPI kotva                       | Trypanosoma cruzi, Plasmodium falciparum       |
| Lysofosfatidylserin             | Schistosoma mansoni                            |
| Lipofosfoglykan (LPG)           | Leishmania major                               |
| Zymosan (beta-glukan)           | Saccharomyces cerevisiae                       |
| hsp60                           | hostitel                                       |
| glykoprotein (gH/gL, gB)        | Herpes simplex virus                           |
| Hemaglutinin                    | virus spalniček                                |

## Genový polymorfismus
U TLR2 byla objevena řada jednonukleotidových polymorfismů (SNP), přičemž některé jsou asociovány s rychlejší progresí a závažnějším průběhem sepse u kriticky nemocných pacientů. Avšak nebyla zjištěna žádná souvislost s výskytem těžké stafylokokové infekce.

## Souvislost s nádory
U lidských papilomavirus-pozitivních neoplastických keratinocytů odvozených z děložních krčních preneoplastických lézí bylo zjištěno, že exprese TLR2 se postupem času snižuje. Proto je TLR2 zvažovaným markerem progrese preneoplastických lézí děložního hrdla.